# ムスタファ・ムフメド・ウマル
ムスタファ・ムフメド・ウマル (Mustafa Muhumed Omar, ソマリ語: Mustafe Muxumed Cumar; 1972年生まれ)、通称アジャール（Cagjar）は、エチオピアの政治家。2021年からエチオピアのソマリ州知事で、任期は5年の予定。

## 生い立ち
ムスタファ・ムフメド・ウマルは1972年（または1973年）、エチオピアのハラゲ州（現ソマリ州）のダガフブール地域（現ジャラル地域）にあるアワーレで生まれた。出身氏族はオガデン。
ムスタファはアワーレで初等教育を受けた後、家族でダガフブール地域の行政中心都市ダガフブールに引っ越した。そしてダガフブールの中学に通い、ハラールのMedhane Alem高校に通った。アディスアベバ大学で経済学の学士号を取得。さらにインペリアル・カレッジ・ロンドンで経済学の修士号を取得。

## キャリア
2016年10月、アブディ・モハムド・オマーが知事を務めるソマリ州政府から脅迫されたと言われている。ソマリ州政府はスタフェの70歳の父と弟を逮捕した。
殺人の脅迫を受けた後、2006年から2007年にジンバブエに住み、ティグレ人民解放戦線(TPLF)の人権侵害の究明に当たった。
2018年に国連人道ミッションに参加し、ソマリアの上級人道コーディネーターを務めた。

## ソマリ州知事
2018年4月、前知事でソマリ州の与党エチオピアソマリ人民民主党(ESPDP)の党首、アブディ・モハムド・オマーが解任された。財務担当のAhmed Abdi Mohamed "Ilkacase"が暫定知事に就いた。8月にはアフメド・シデがESPDPの党首に選ばれた。
2018年8月、アブディ暫定知事は46歳のムスタファを後任知事に任命した。選挙も行われたが、オガデン氏族のみで行われ、ソマリ州全体の意思ではないとみなされている。また、2018年にエチオピア政府と和解したオガデン民族解放戦線もこの時はムスタファの知事就任に反対した。
2019年12月、ソマリランドとの国境の町トグ・ワジャーレでソマリランド大統領のムセ・ビヒ・アブディと会談。その際にムスタファは元ソマリ州知事のアブディ・モハムド・オマーをソマリランドの金融企業ダハブシルが支援しているとして非難。
2021年3月、日本政府の駐エチオピア特命全権大使伊藤恭子と会談。
2021年10月、ムスタファはソマリ州議会に全会一致でソマリ州知事に選ばれた。任期は5年。

## その他
2019年の時点で7人の子供がいる。ソマリ語、アラビア語、英語、アムハラ語の読み書きができる。